# Akodon dayi
Akodon dayi é uma espécie de roedor da família Cricetidae.
Apenas pode ser encontrada na Bolívia.